# ダイコー商運
株式会社ダイコー商運は、静岡県浜松市中央区に本社を置く日本の陸運業者。販売会社向けの自動車輸送や自動車メーカーならびに広告代理店等の秘匿車両を運搬・陸送する企業。

## 概要
コンプライアンスと環境保全の経営を基本と位置づけ、輸送品質の向上を図っている。
その取り組みの一環として、グリーン経営認証制度・安全性優良事業所を取得。

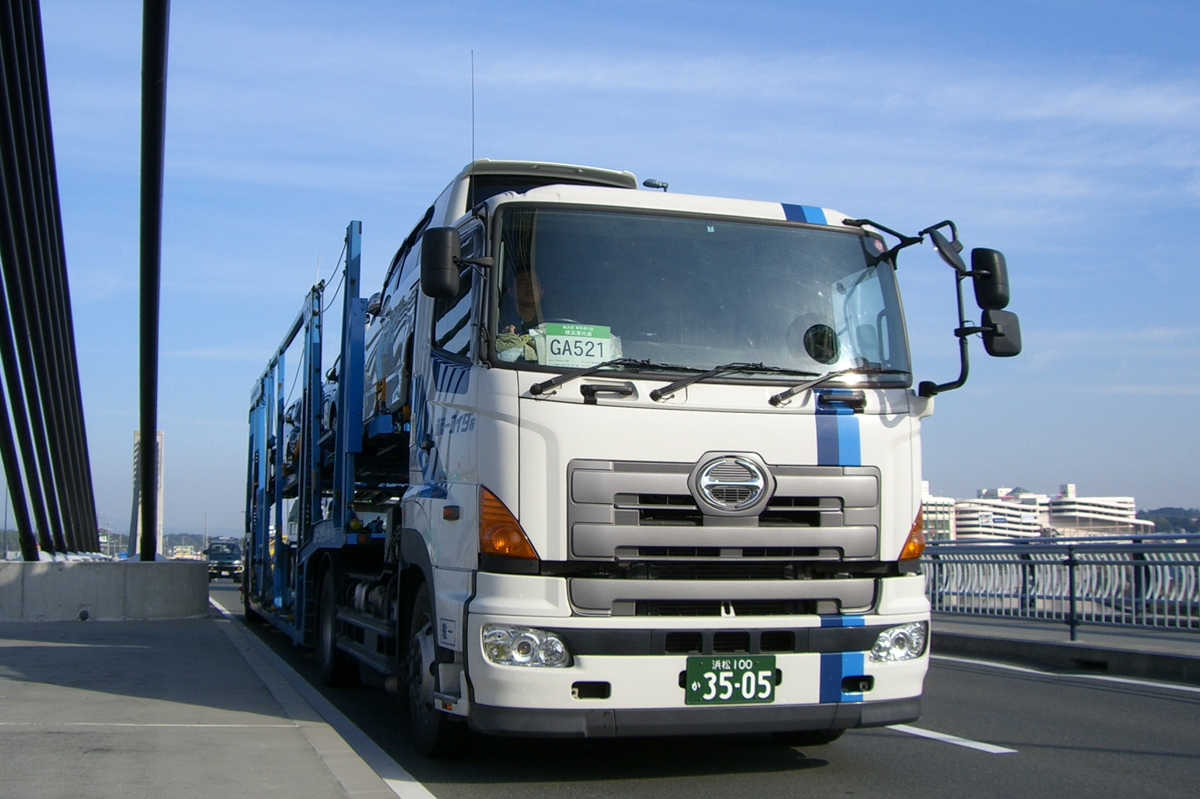
ダイコートレラー

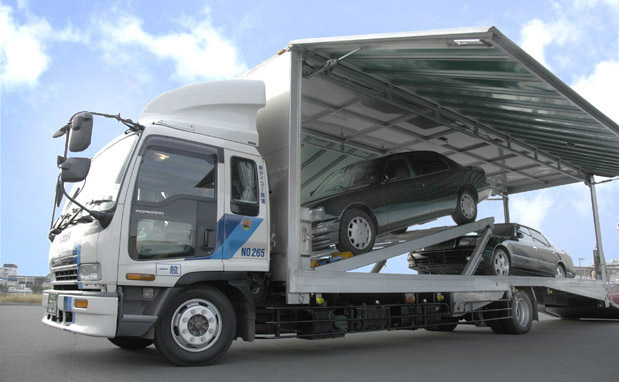
特殊機密トラック

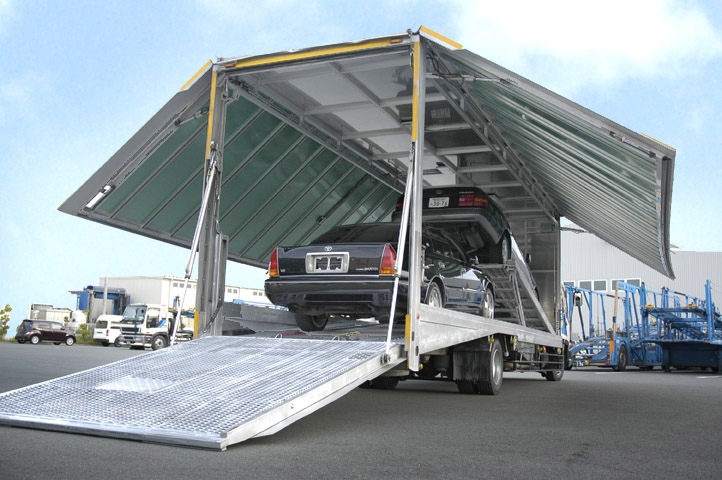
特殊機密トラック

## 沿革
- 1981年 ダイコー商運設立。
- 1993年 静岡県浜松市に本社新社屋を設立。保管庫を開設。
- 2003年 白鳥営業所を開設。
- 2003年 神奈川営業所を開設。
- 2006年 名古屋営業所を開設。

## 受賞歴
環境省主催のエコドライブコンテストにおいて、平成19年度優秀賞、平成20年度環境大臣賞を受賞。